# Nhà thờ Chúa Thánh Thần ở Krnov
Nhà thờ Chúa Thánh Thần ở Krnov (tiếng Séc: Kostel svatého Ducha v Krnově) là một di tích văn hóa của Cộng hòa Séc, có từ thế kỷ 13, tọa lạc tại thị trấn Krnov, huyện Bruntál, vùng Moravia–Silesia. Đầu thế kỷ 20, nhà thờ này dần rơi vào tình trạng xuống cấp nên không còn phục vụ mục đích tôn giáo. Phần lớn các biểu tượng tôn giáo và tất cả các bàn thờ đã bị dỡ bỏ. Hiện nay, công trình này được sử dụng làm nơi tổ chức các buổi hòa nhạc đàn organ và piano.

## Lịch sử
- Thế kỷ 13: Khu phức hợp bệnh viện và nhà thờ được được xây dựng theo phong cách kiến trúc Romanesque.[2]
- Năm 1371: Văn bản lịch sử đề cập đến nhà thờ.
- Năm 1408: Bệnh viện được các hiệp sĩ Teuton xây dựng lại.
- Năm 1452: Khu phức hợp bị ngập lụt và dần xuống cấp.
- Năm 1522: Hoàn thành việc tân trang nhà thờ và xây dựng mới một bệnh viện. Nhà thờ được thánh hiến.
- Thế kỷ 17: Sau hai trận hỏa hoạn (năm 1546 và 1646), các công trình khác (tòa tháp, hội đường, bàn thờ phụ, bục giảng và đài hợp xướng) được thêm vào nhà thờ. Nhà thờ được thánh hiến một lần nữa vào năm 1657.[2]
- Thế kỷ 18 - Thế kỷ 19: Nhà thờ được trùng tu và tân trang lại theo phong cách kiến trúc tân Gothic.[3]
- Đầu thế kỷ 20: Nhà thờ dần rơi vào tình trạng xuống cấp nên không còn phục vụ mục đích tôn giáo. Bệnh viện phục vụ các mục đích xã hội cho đến khi Chiến tranh thế giới thứ hai kết thúc.[4][5]
- Năm 1972: Công việc nghiên cứu khảo cổ về các giá trị kiến trúc và lịch sử diễn ra ở đây.[4]
- Hiện nay: Khu phức hợp đang được bảo tồn. Cơ sở vật chất của nhà thờ được sử dụng làm nơi tổ chức các buổi hòa nhạc.[6]